# Équipe de France féminine de basket-ball des moins de 19 ans
Actualités
L'équipe de France féminine de basket-ball des 19 ans et moins est la sélection des meilleures joueuses françaises de 19 ans et moins. Elle est placée sous l'égide de la Fédération Française de Basket-Ball. 
Le terme 19 ans et moins a remplacé la catégorie Junior.

## Palmarès
La meilleure place mondiale obtenue par l'équipe de France est sa médaille d'argent en 2013.

## Parcours aux Championnats du monde
- 1985 : non qualifiée
- 1989 : non qualifiée
- 1993 : 6e
- 1997 : non qualifiée
- 2001 : 5e
- 2005 : non qualifiée
- 2007 : non qualifiée
- 2009 : 7e
- 2011 : 6e[1]
- 2013 :  2e[2]
- 2015 : 5e
- 2017 : 5e
- 2019 : non qualifiée
- 2021 : 10e[3]
- 2023 : 4e

## Équipe 2023
| Numéro | Joueuse            | Poste | Naissance         | Taille | Club(s) 2022-2023    |
| ------ | ------------------ | ----- | ----------------- | ------ | -------------------- |
| 5      | Charlotte Abraham  | 3     | 4 mai 2005        | 1,83 m | Villeneuve d'Ascq    |
| 11     | Laura Évrard       | 1     | 24 septembre 2004 | 1,65 m | Landerneau           |
| 13     | Cindy Perdriau     | 5     | 1er octobre 2004  | 1,98 m | Angers               |
| 15     | Anaëlle Dutat      | 4-3   | 3 juillet 2004    | 1,82 m | Rhode Island         |
| 16     | Amina Traoré       | 4-5   | 6 février 2004    | 1,88 m | Charnay              |
| 19     | Lisa Cluzeau       | 2-1   | 19 janvier 2004   | 1,75 m | Alençon              |
| 20     | Manoe Cisse        | 1     | 8 mai 2004        | 1,62 m | Villeneuve d'Ascq    |
| 23     | Daniela Dibanzilua | 2-1   | 12 décembre 2004  | 1,72 m | LDLC ASVEL féminin   |
| 24     | Rosanne Le Seyec   | 5     | 5 mars 2004       | 1,98 m | Champagne Basket     |
| 28     | Fatoumata Touré    | 2     | 9 février 2004    | 1,73 m | Monaco BA            |
| 42     | Leila Lacan        | 1-2   | 2 juin 2004       | 1,83 m | Angers               |
| 99     | Jess-Mine Zodia    | 5     | 22 décembre 2004  | 1,90 m | Tango Bourges Basket |

Entraîneur :  Julien Egloff
Assistants : Priscilla Roger et Thomas Giorguitti
Assistant vidéo : Maxime Bureau
Préparateur physique : Clément Denhiere

## Équipe 2021
| Numéro | Joueuse           | Poste | Naissance       | Taille | Club(s) 2018-2019    |
| ------ | ----------------- | ----- | --------------- | ------ | -------------------- |
| 2      | Jade Gaillard     | 1     | 28 juillet 2002 | 1,75 m | Angers               |
| 6      | Serena Kessler    | 2     | 25 octobre 2002 | 1,82 m | Tarbes Gespe Bigorre |
| 12     | Leila Lacan       | 1     | 2 juin 2004     | 1,83 m | Centre fédéral       |
| 13     | Aminata Gueye     | 5     | 10 juillet 2002 | 1,93 m | USO Mondeville       |
| 18     | Émilie Raynaud    | 1     | 26 juillet 2002 | 1,77 m | Centre fédéral       |
| 19     | Seehia Sidi Abega | 4     | 9 août 2002     | 1,88 m | Basket Landes        |
| 22     | Clara Djoko       | 4     | 28 juillet 2003 | 1,86 m | SIG                  |
| 23     | Oumou Diarisso    | 5     | 1er mai 2003    | 1,92 m | Centre fédéral       |
| 24     | Nahan Niare       | 5     | 15 février 2002 | 1,92 m | USO Mondeville       |
| 28     | Louise Bussière   | 3     | 7 août 2002     | 1,81 m | USO Mondeville       |
| 29     | Sara Roumy        | 1     | 7 novembre 2003 | 1,83 m | Basket Landes        |
| 98     | Pauline Astier    | 2     | 20 février 2002 | 1,81 m | Tango Bourges Basket |

Entraîneur :  Arnaud Guppillote
Assistants : David Morabito et Christophe Pontcharraud
La sélection dispute la coupe du monde U19 où elle obtient la dixième place.

## Équipe 2017
La sélection dispute la coupe du monde U19 du 22 au 30 juillet 2017 à Udine et Cividale Del Friuli (Italie) sans Alexia Chartereau, maintenant intégrée à l'équipe de France senior avec laquelle a elle remporté la médaille d'argent du championnat d'Europe 2017.
| Numéro | Joueuse              | Poste | Naissance        | Taille | Club(s) 2017               |
| ------ | -------------------- | ----- | ---------------- | ------ | -------------------------- |
| 1      | Kadiatou Sissoko     | 3     | 25 janvier 1999  | 1,80 m | Centre fédéral             |
| 3      | Hortense Limouzin    | 1     | 1er juillet 1998 | 1,64 m | Basket Landes              |
| 5      | Loreen Kerboeuf      | 1-2   | 8 mars 1998      | 1,79 m | USO Mondeville             |
| 6      | Amandine Michaud     | 2     | 6 mars 1998      | 1,73 m | Nantes Rezé Basket         |
| 11     | Myriam Djekounade    | 4     | 2 janvier 1998   | 1,85 m | Ifs                        |
| 16     | Shelby Saint-Juste   | 5     | 27 juillet 1998  | 1,85 m | USO Mondeville             |
| 23     | Marie-Paule Foppossi | 4     | 28 janvier 1998  | 1,85 m | Cavigal Nice               |
| 24     | Amandine Toi         | 3     | 2 juillet 1998   | 1,79 m | Roannais Basket Féminin    |
| 32     | Tima Pouye           | 2-1   | 7 avril 1999     | 1,74 m | Centre fédéral             |
| 33     | Maëva Djaldi-Tabdi   | 4     | 3 décembre 1998  | 1,87 m | Flammes Carolo basket      |
| 74     | Camille Lenglet      | 1     | 4 février 1998   | 1,69 m | Nantes Rezé Basket         |
| 79     | Ludivine Marie       | 4     | 9 janvier 1998   | 1,88 m | Saint-Amand Hainaut Basket |

Entraîneur :  Julien Egloff
Assistants : David Gautier, Damien Leroux
L'équipe de France s'impose 69-60 pour sa première rencontre contre la Lettonie. Peu en réussite en début les joueuses de Julien Egloff résisitent avec Maëva Djaldi-Tabdi sous les panneaux et à l'impact de Marie-Paule Foppossi pour creuser un premier écart en début de deuxième quart-temps. Un 21-5 procure aux Bleues un avantage à la pause (36-21). Djaldi-Tabdi (11 points et 12 rebonds) s'impose à l'intérieur mais Digna Strautmane (12 points et 8 rebonds, mais à 5/21 aux tirs) et Mara Mote (17 points) ramènent les Baltes dans la partie. Loreen Kerboeuf (21 points et 7 rebonds) et Marie-Paule Foppossi (12 points et 9 rebonds) marquent les paniers décisifs dans les dernières minutes.
La France est battue 54 à 45 par un Canada souverain en défense avec une adresse française limitée à 22% (dont 2/24 à 3 points). Un tir à 3 points d'Aislinn Konig enfonce le clou juste avant le buzzer et les Françaises rentrent aux vestiaires avec un retard de cinq longueurs à combler (21-26). La défense en zone-press des Bleues a retardé l'échéance : Kadiatou Sissoko (12 points et 8 rebonds) et Loreen Kerboeuf (7 points et 4 rebonds) contiennent l'écart (36-41, 30e). Le dernier quart temps est dominé par Hailey Brown (17 points et 8 rebonds) et Laeticia Amihere (12 points et 11 rebonds). Les Françaises craquent physiquement malgré Marie-Paule Foppossi (12 points et 6 rebonds mais à 4/15 aux tirs).
Lors de la dernière rencontre de poule, les Bleuettes s'imposent 63 à 53 face aux Sud-Coréennes et se qualifient pour les huitièmes de finale. L'écart se créée dans le deuxième quart-temps, dominé 24 à 9, puis se stabilise alors que la France fait largement tourner son effectif. Les Asiatiques disputent ce tournoi sans leur meilleure joueuse Park Jisu, retenue avec l'équipe seniors. Marie-Paule Foppossi (10 points, 5 rebonds, 2 passes) et Loreen Kerboeuf (9 points, 5 rebonds) se sont mises en valeur dans le premier quart-temps, puis Amandine Michaud (11 points) les a relayées ensuite. La domination tricolore au rebond (55 contre 21) a permis de masquer le manque d'adresse et la future tarbaise Tima Pouye (11 points, 6 rebonds, 5 passes) a pu guider les siennes vers la victoire.
En huitièmes, les Bleuettes battent les Hongroises 73 à 58 et se qualifient pour le tour suivant qui les opposera aux Américaines. Malgré un premier quart-temps très serré (17-18, 10e), les Bleues décollent grâce à une Tima Pouye (20 points à 9/15 et 5 passes décisives pour 22 d'évaluation en 31 minutes) et à une défense agressive (36-26 à la pause). A la reprise, la France connaît une panne d’adresse qui permet aux Hongroises de se rapprocher avec Dorka Juhasz (20 points 10 rebonds), Reka Lelik (13 points, 5 rebonds) et Agnes Torok (12 points, 4 rebonds) (43-39, 25e). Mais Marie-Paule Foppossi (17 points, 6 rebonds), Tima Pouye (20 points) et Maëva Djaldi-Tabdi (18 points à 8/13, 9 rebonds, 4 contres et 4 balles perdues pour 25 d'évaluation en moins de 29 minutes), qui infligent un 8-2 à leurs adversaires (60-48, 33e) pour ne plus être inquiétées,.
La France cède 78 à 51 face aux Américaines dirigées par l'ancienne joueuse WNBA Suzie McConnell Serio. Le premier quart temps se termine sur un score de parité (18-18) grâce à Loreen Kerboeuf et Marie-Paule Foppossi. Joyner Holmes (14 points et 6 rebonds) permet aux Américaines de sortir d'une panne offensive avant que les Françaises en soient victimes au deuxième quart-temps : Tyasha Harris (12 points et 6 passes décisives) crée un premier écart (22-30 à la 20e). Bella Alarie (11 points et 5 rebonds) frappe dès le retour de la pause. Tima Pouye (15 points et 5 interceptions) marque les premiers paniers à trois points des Bleues et réduit l'écart à 5 points, mais un 14-1 mené par Chennedy Carter (18 points en 20 minutes) leur sera fatal (40-55 à la 30e). La dernière période accentue encore l'addition.
En match de classement, la France retrouve l'Espagne sévèrement battue 95-71 par le Japon en quarts de finale. Dans une rencontre serrée de bout en bout (50-50 la 38e), les Françaises prennent l'avantage sur un trois points de Kadiatou Sissoko suivi d'un panier de Maeva Djaldi-Tabdi qui permet de l'emporter malgré deux lancers francs manqués de Myriam Djekounade. Pour le gain de la cinquième place, la France dispose de l'Australie.
Quelques semaines après le tournoi, le club de Mondeville décèle une fragilité cardiaque chez Loreen Kerboeuf, ce qui la contraint à mettre un terme à sa carrière sportive.

## Équipe 2015
| Numéro | Joueuse                | Poste | Naissance        | Taille | Club(s) 2014-2015     |
| ------ | ---------------------- | ----- | ---------------- | ------ | --------------------- |
| 4      | Leslie Makosso         | 1     | 17 avril 1996    | 1,61 m | Lyon                  |
| 5      | Marylie Limousin       | 1     | 13 mars 1996     | 1,60 m | AS Villeurbanne       |
| 6      | Victoria Majekodunmi   | 1-2   | 30 décembre 1996 | 1,71 m | Flammes Carolo basket |
| 7      | Marie-Michelle Milapie | 4-5   | 6 février 1996   | 1,91 m | Basket Landes         |
| 8      | Clarisse Legrand       | 3-4   | 8 février 1996   | 1,82 m | Lyon                  |
| 9      | Louise Dambach         | 3     | 25 février 1996  | 1,75 m | SIG                   |
| 10     | Rose Ducret            | 1-2   | 8 mai 1996       | 1,69 m | Nantes Rezé Basket    |
| 11     | Alizée Girardet        | 2     | 7 avril 1996     | 1,70 m | Lyon                  |
| 12     | Catherine Mosengo-Masa | 5     | 17 avril 1996    | 1,90 m | USO Mondeville        |
| 13     | Mathilde Combes        | 3-4   | 16 décembre 1996 | 1,83 m | Tango Bourges Basket  |
| 14     | Camille Cirgue         | 4     | 14 juillet 1996  | 1,84 m | U.S. Colomiers Basket |
| 15     | Angélina Turmel        | 5     | 21 novembre 1996 | 1,97 m | Angers                |

Entraîneur : : Julien Egloff
Assistants : Damien Leroux, Yann Julien
La France dispute le championnat du Monde U19 en Russie du 18 au 26 juillet 2015. Après une défaite d'entrée face aux Belges, les Bleuettes se ressaisissent face au Canada (58-54) avec une Louise Dambach toujours efficace et Catherine Mosengo-Masa qui capte 10 rebonds. En huitièmes de finale, Louise Dambach inscrit 27 points (8/11 aux tirs et 10/11 aux lancers-francs), 5 rebonds, 8 passes décisives, 2 interceptions et 2 contres pour une évaluation de 37 et contribuer grandement à la victoire après prolongation face au Brésil 76 à 63. Elle est bien secondée par Marie-Michelle Milapie (10 points et 11 rebonds) et Camille Cirgue (12 points et 10 rebonds).
En quarts de finale, les Russes s'imposent aisément 68 à 48 devant leur public avec leur star Maria Vadeïeva (12 points et 9 rebonds), mais aussi une partie parfaite de Raïssa Moussina (19 points à 7 sur 7 aux tirs en seulement 14 minutes), alors que Louise Dambach est parfaitement muselée (5 points, 4 rebonds, 4 fautes personnelles, 5 balles perdues) et des intérieures courageuse au rebonds (42 prises pour les Bleues, 37 pour les Russes) mais impuissantes en attaque (2 tirs réussis sur 10 pour Marie-Michelle Milapie). Alors que l'écart atteint 30 points, Mathilde Combes (11 points dont 3 tirs primés sur 5, 5 rebonds) contribue à sauver l'honneur dans le dernier quart-temps,,. En match de classements, la France dispose de la Chine 67 à 61 malgré une grande maladresse aux lancers francs (8 réussites sur 24). Marie-Michelle Milapie livre son meilleur match du tournoi avec 17 points à 8/12 aux tirs et 8 rebonds, alors que Mathilde Combes inscrit 14 points et 6 rebonds. Malgré une adresse faible, Louise Dambach livre une prestation complète avec 10 points, 7 rebonds et 4 passes décisiveset  Catherine Mosengo-Masa enfin en réussite avec 8 points à 4 tirs réussis sur 9 et 4 rebonds. Pour le gain de la cinquième place, les Françaises prennent leur revanche du premier tour sur les Belges. À égalité 18-18 à la mi-temps, les Bleues accélèrent pour s'imposer 53 à 40 avec une Victoria Majekodunmi pleine de maitrise pour 17 points, 3 passes décisives et 2 interceptions.
La capitaine Louise Dambach fait le bilan : « Quand on joue, l’objectif est toujours de remporter des titres, mais notre parcours est tout de même très satisfaisant. On est à notre place, le podium est très fort (...) Le quart de finale contre la Russie était très difficile. Jouer la Russie, une équipe talentueuse, chez elle qui plus est, était une marche un peu trop haute pour nous (...) Notre défense [a été] notre gros point fort. On n’encaisse pas beaucoup de points et à partir de ça on a une base solide pour évoluer. Notre mental nous a aussi permis de nous remobiliser immédiatement après la défaite en quart pour aller chercher la meilleure place possible. »

## Équipe 2013

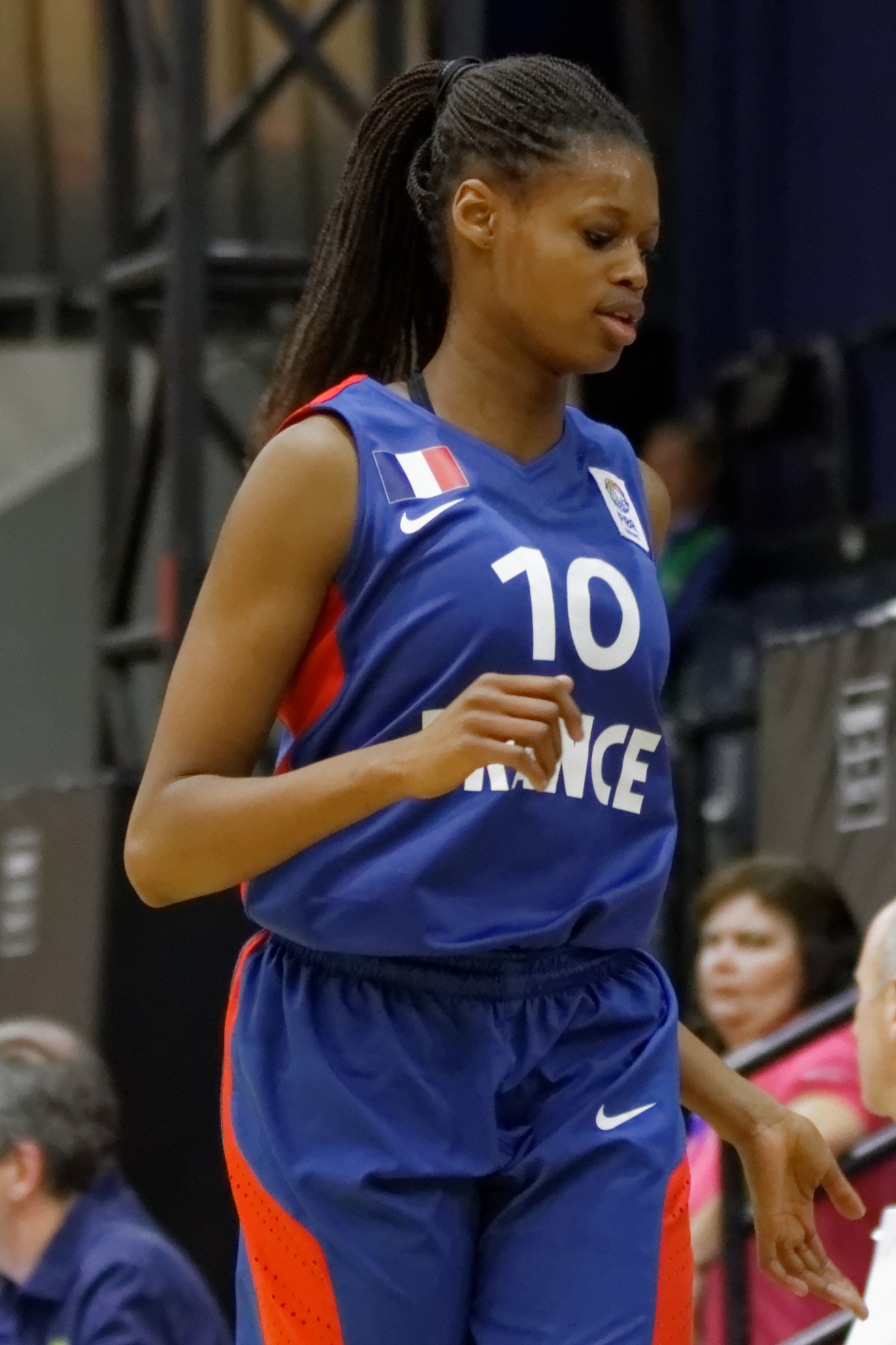
Valériane Ayayi avec l'équipe de France en 2013.

| Numéro | Joueuse               | Poste | Naissance        | Taille | Club(s) 2013         |
| ------ | --------------------- | ----- | ---------------- | ------ | -------------------- |
| 4      | Marie-Ève Paget       | 1     | 28 novembre 1994 | 1,70 m | Cavigal Nice         |
| 5      | Marième Badiane       | 4     | 24 novembre 1994 | 1,90 m | Roche Vendée         |
| 6      | Lidija Turčinović     | 1-2   | 27 août 1994     | 1,78 m | Montpellier          |
| 7      | Olivia Époupa         | 1-2   | 30 avril 1994    | 1,64 m | Basket Landes        |
| 8      | Mamignan Touré        | 2     | 19 décembre 1994 | 1,80 m | Arras                |
| 9      | Pauline Lithard       | 1     | 11 février 1994  | 1,65 m | Reims Basket Féminin |
| 10     | Éva Marsac            | 1     | 18 juillet 1994  | 1,83 m | Limoges ABC          |
| 11     | Valériane Ayayi       | 3     | 29 avril 1994    | 1,84 m | Basket Landes        |
| 12     | Clarince Djaldi-Tabdi | 4     | 6 décembre 1995  | 1,84 m | Centre fédéral       |
| 13     | Élise Fagnez          | 5     | 4 mars 1995      | 1,99 m | Centre fédéral       |
| 14     | Aby Gaye              | 5     | 3 février 1995   | 1,95 m | Centre fédéral       |
| 15     | Awa Sissoko           | 2-3   | 6 mars 1994      | 1,80 m | Strasbourg           |

Sélectionneur : Jérôme Fournier
Assistants :

## Équipe 2011

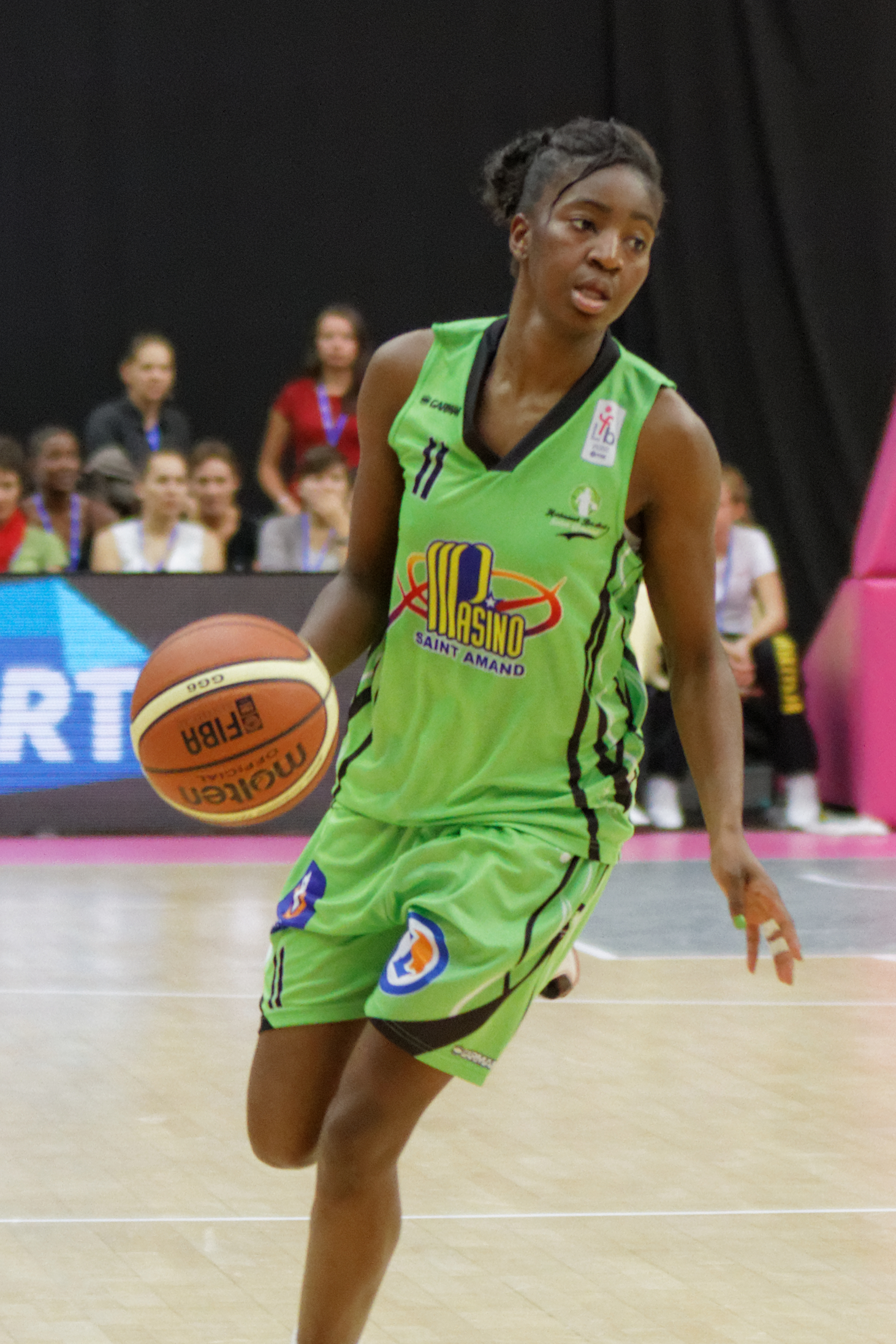
Adja Konteh à l'Open LFB 2013.

Sélection pour le Mondial U19 au Chili
| Numéro | Joueuse               | Poste | Naissance         | Taille | Club(s) 2011         |
| ------ | --------------------- | ----- | ----------------- | ------ | -------------------- |
| 4      | Jenny Fouasseau       | 2     | 9 janvier 1992    | 1,78 m | Reims Basket Féminin |
| 5      | Sabrine Bouzenna      | 1     | 14 octobre 1993   | 1,67 m | Centre fédéral       |
| 6      | Agathe Degorces       | 2     | 2 février 1992    | 1,70 m | Élan béarnais        |
| 7      | Valériane Ayayi       | 3     | 29 avril 1994     | 1,83 m | Centre fédéral       |
| 8      | Johanna Joseph        | 4     | 21 janvier 1992   | 1,85 m | USO Mondeville       |
| 9      | Héléna Akmouche       | 2     | 1er janvier 1992  | 1,74 m | US Dunkerque         |
| 10     | Martine Barba         | 4     | 19 janvier 1992   | 1,85 m | Limoges ABC          |
| 11     | Adja Konteh           | 3     | 5 mars 1992       | 1,78 m | Arras                |
| 12     | Mélanie Devaux        | 2     | 12 février 1992   | 1,71 m | COB Calais           |
| 13     | Éléonore Grossemy     | 3     | 11 mai 1992       | 1,83 m | Charleville-Mézières |
| 14     | Clarince Djaldi-Tabdi | 3     | 6 décembre 1995   | 1,84 m | Centre fédéral       |
| 15     | Mathilde Roche        | 5     | 21 septembre 1992 | 1,88 m | Montpellier          |

Sélectionneur : Jérôme Fournier
Assistants : Grégory Morata et Nathalie Lesdema
La France se classe sixième.